# Niederländische Renaissance

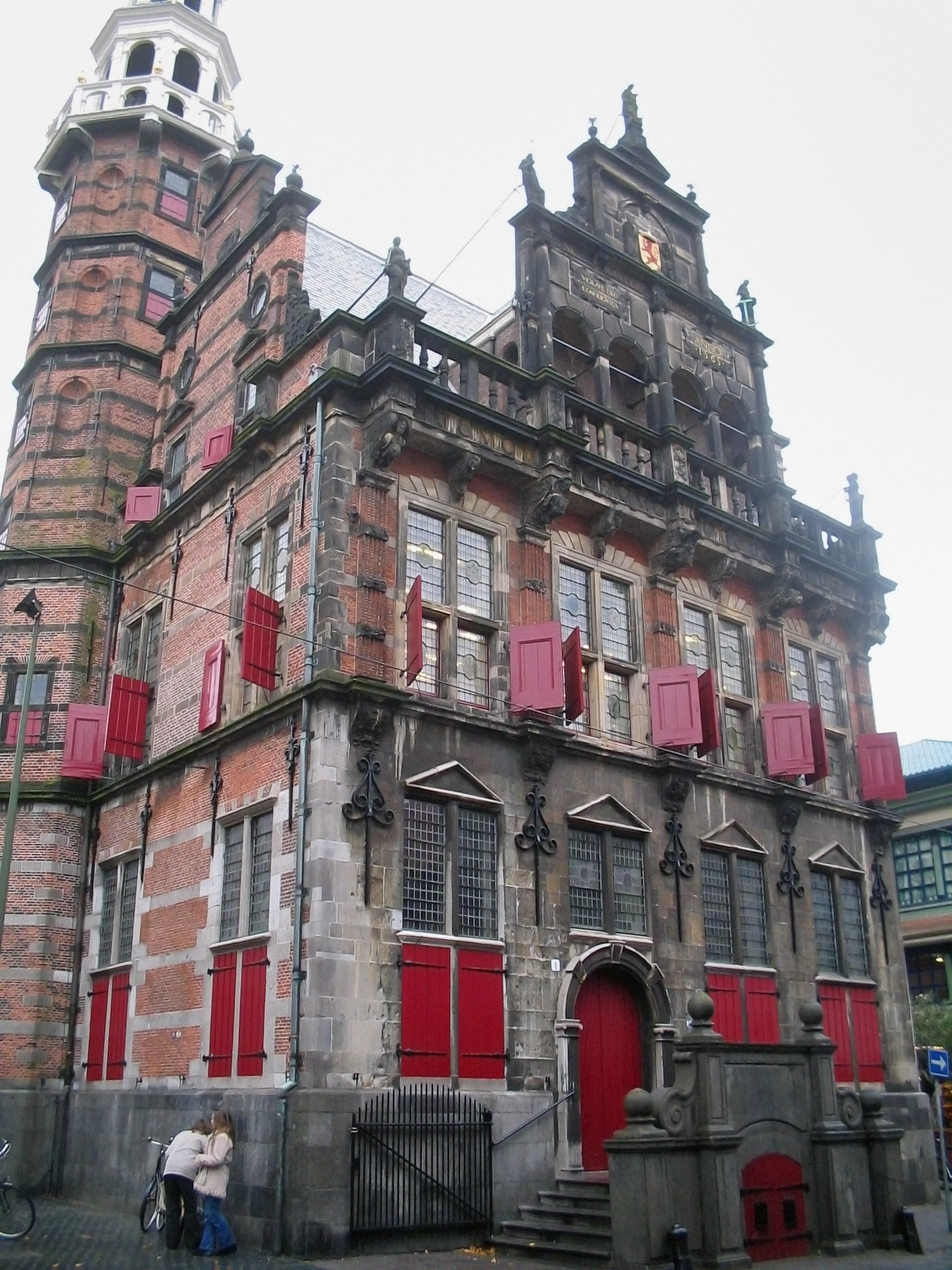
Das Oude Stadhuis in Den Haag. Der Bau von 1561 ist mit typischen Elementen der Niederländischen Renaissance versehen: Ein gotisch geprägter Gebäudekörper aus Backstein mit gliedernden Sandsteinelementen und dekorativen Mauerankern, die Fenster haben steinerne Kreuze und sind zum Teil mit Dreiecksgiebeln verziert. Die Giebel sind gestaffelt, der achteckige Turm wird von einer durchbrochenen Haube bekrönt.

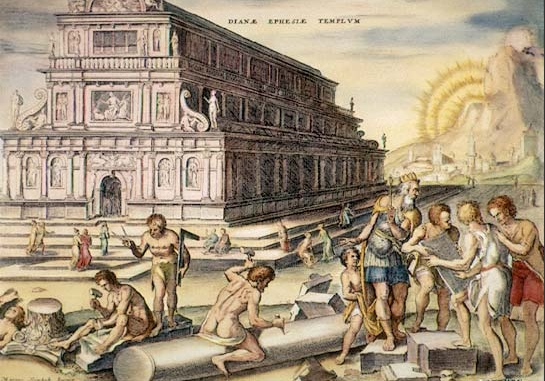
Eine nordeuropäische Vorstellung der Antike: Das Artemision des niederländischen Malers Martin van Heemskerck

Der Begriff Niederländische Renaissance wird genutzt, um die nordeuropäische Variante dieses Baustils von der durch Italien geprägten „klassischen“ Renaissance zu unterscheiden. Die Bezeichnung ist nicht im heutigen geographischen oder politischen Kontext zu verstehen; die Burgundischen, bzw. die Spanischen Niederlande waren im 16. Jahrhundert noch Teil des habsburgischen bzw. des Heiligen Römischen Reichs. Die Impulse dieses Stils gingen zwar von den Niederlanden aus, doch verbreiteten sie sich im nördlichen Europa bis nach Skandinavien. Oft wird daher auch analog von der Nordischen Renaissance gesprochen. 
Die Übergänge zwischen der Niederländischen Renaissance und den anderen nordischen Ausprägungen dieser Epoche, wie der Backstein-, der Weser- und der Lipperenaissance, sind zum Teil fließend und eine genaue Abgrenzung nicht überall möglich.

## Die Niederländische Renaissance in der Baukunst
Die Baukunst der im 15. Jahrhundert in Italien entwickelten Renaissance gelangte erst verspätet in die Länder nördlich der Alpen, die neuen Impulse wurden mit zunehmender räumlicher Entfernung freier interpretiert. Kennzeichnend für die Entwicklung des nördlichen Renaissancestils ist zum einen das dort weitgehende Fehlen der antiken Vorbilder, auf die sich die italienische Renaissance (frz. Wiedergeburt) bezog, zum anderen die Fortführung der ursprünglich durch die Gotik bestimmten Bauformen Nordeuropas, die wiederum in Italien nur in einer weniger verbreiteten Form zu finden waren.
Die Baumeister und Kunsthandwerker dieses Stils sind – anders als viele ihrer südlichen Kollegen – häufig unbekannt geblieben, eine der bekannteren Ausnahmen stellen die Mitglieder der flämischen Künstlerfamilie Steenwinckel dar. Die Baumeister der Zeit lernten die italienischen Vorbilder nur vereinzelt vor Ort kennen, Bildungsreisen, wie sie zum Beispiel der Flame Cornelis Floris unternahm und die für spätere Architekten obligatorisch waren, fanden noch selten statt. Daraus ergaben sich eigenwillige Interpretationen der italienischen Renaissance und der Antike, deren Bauten im Norden vor allem durch Reiseberichte oder Kupferstiche bekannt wurden.
Die Niederländische Renaissance zeichnet sich durch die häufige – aber nicht ausschließliche –  Verwendung von Backstein aus, der durch horizontale Elemente aus Sandstein gegliedert wurde; seltener war auch die Verwendung von farbigem Putz üblich. Sie übernahm althergebrachte, lokale Bauformen und übersetzte lediglich Baudetails in die neue Formensprache. Typisch sind kleine Ziersäulen, Fensterbekrönungen nach italienischen Vorbildern, zum Beispiel die der Tempelarchitektur entlehnten Dreiecksgiebel, oder die Verwendung von Schmuckobelisken auf den Stirnseiten der gestaffelt und häufig geschweiften Gebäudegiebel. Auch offene Arkadengänge finden sich relativ häufig. 
Von der südlichen Variante unterscheidet sich die nördliche Renaissance durch die häufige Verwendung von Roll-, Beschlag- und Knorpelwerk. Fassaden sind häufig durch dekorative Maueranker, oft ohne technischen Nutzen, geziert. Türme an weltlichen wie an sakralen Bauten verfügten oft über einen mehreckigen Grundriss und erhielten mehrfach durchbrochene und geschwungene Kupferhauben. 
Vollständige Neubauten dieses Stils waren anfangs selten und häufig wurden vorhandene Bauwerke lediglich ergänzt oder umgebaut, so dass sich sowohl in der profanen als auch vor allem in der Sakralarchitektur viele hybride Gebäude finden, an denen sich ältere Bauteile der Gotik mit den neuen Formen verbanden. Die für südliche Renaissancebauten typischen Proportionen anhand mathematischer Grundlagen, wie dem Goldenen Schnitt, fehlten meist völlig. Im Bürgerhaus blieb das nach mittelalterlichem Vorbild giebelständige Haus mit steilem Dach im Sakralbau die Hallenkirche vorherrschend.

## Galerie

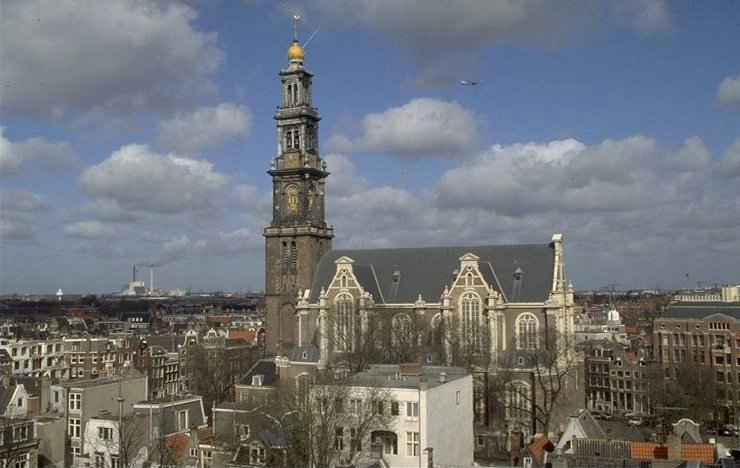
Die Westerkerk in Amsterdam
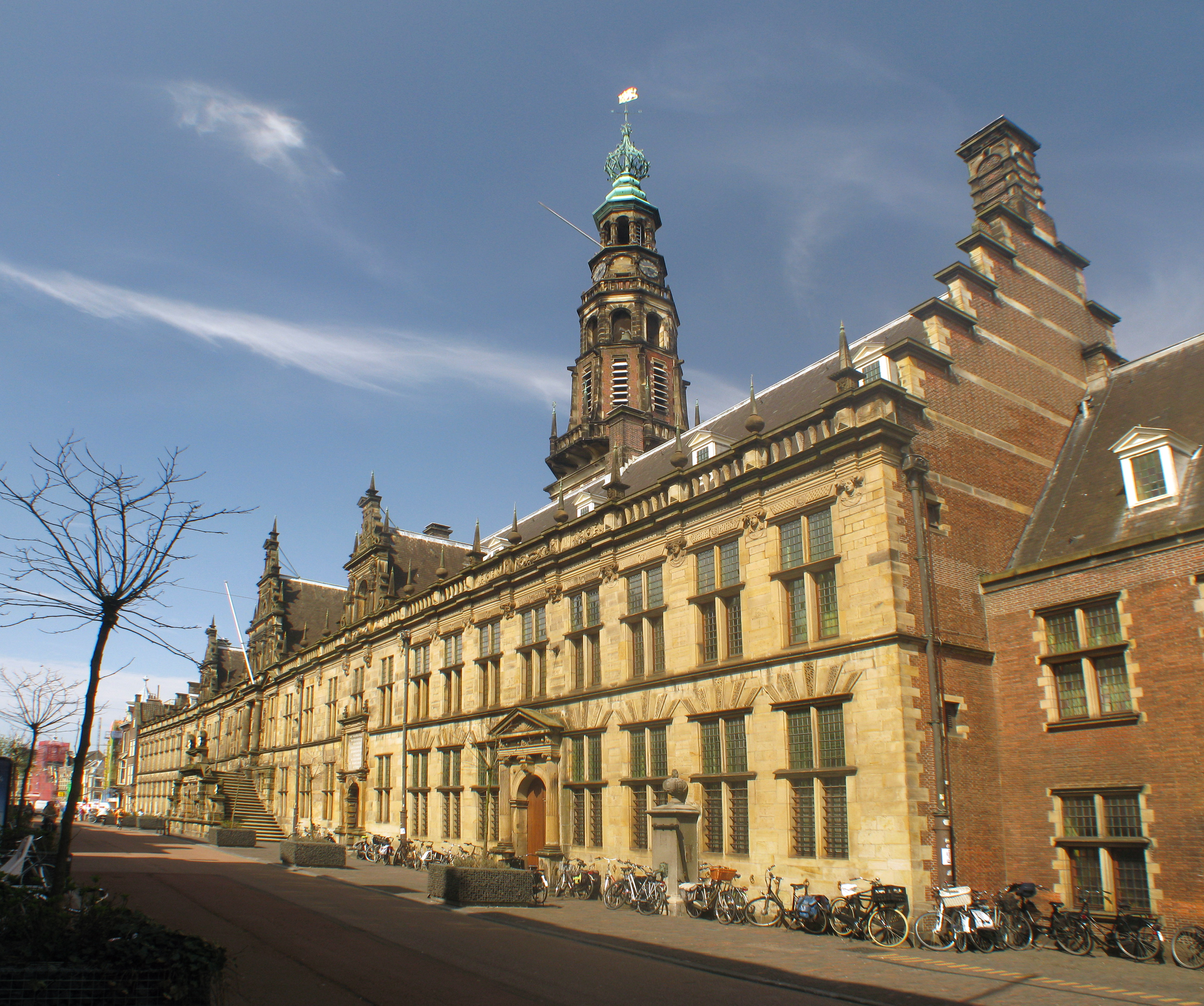
Das Rathaus in Leiden
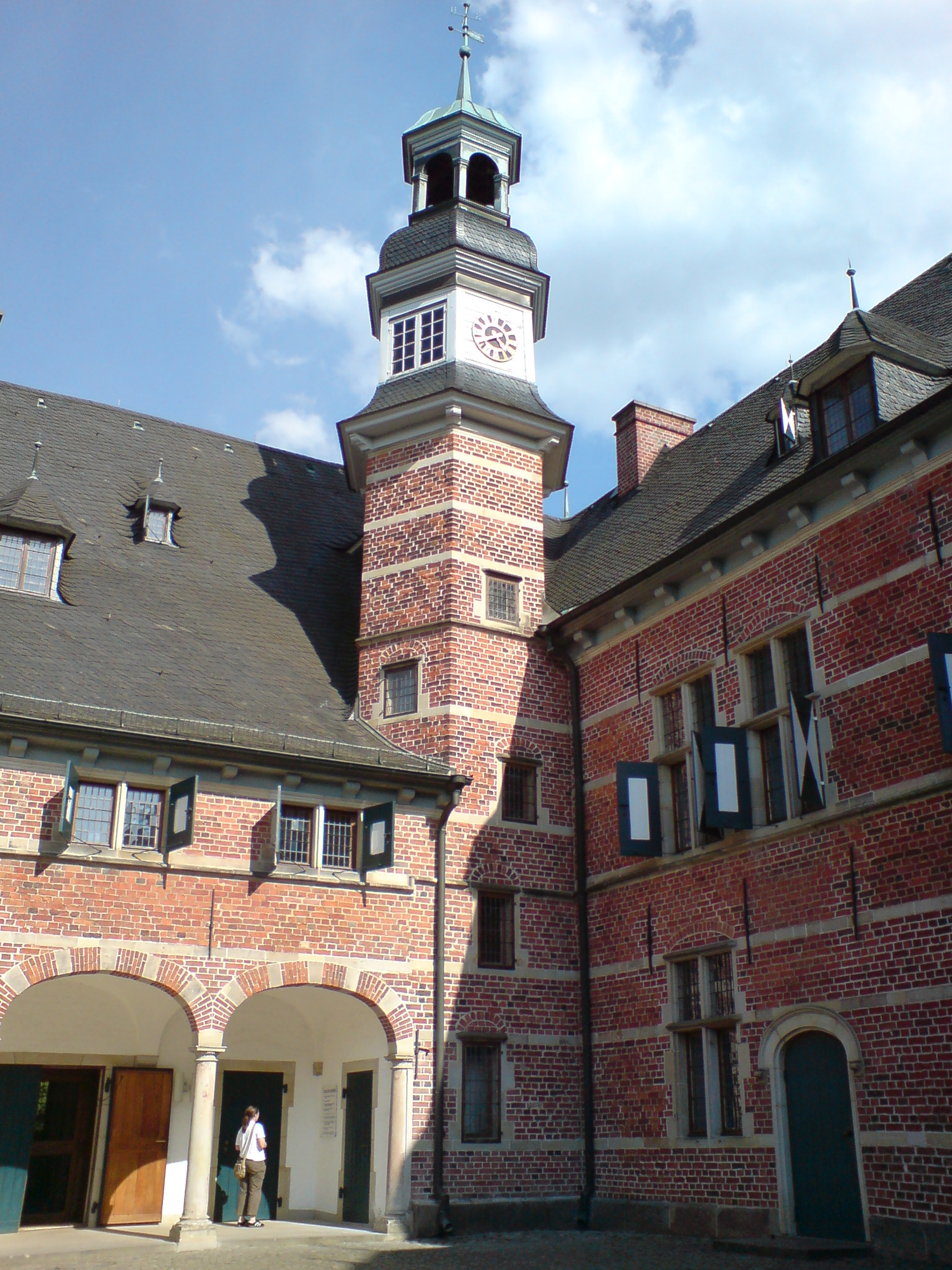
Schloss Reinbek bei Hamburg
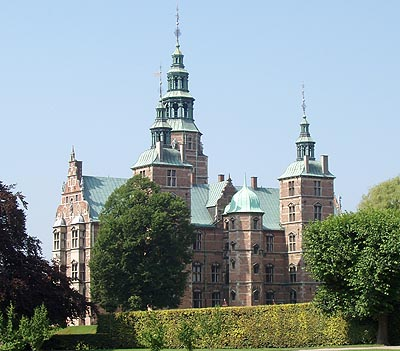
Schloss Rosenborg in Kopenhagen
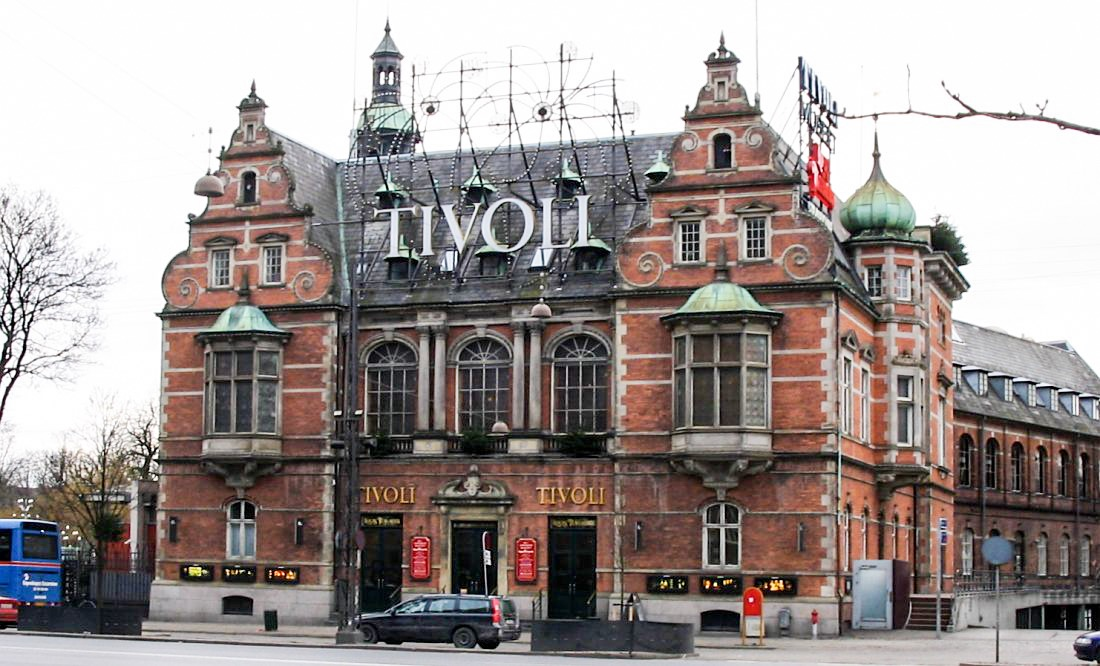
H.C. Andersen Slottet, Kopenhagen, 2004
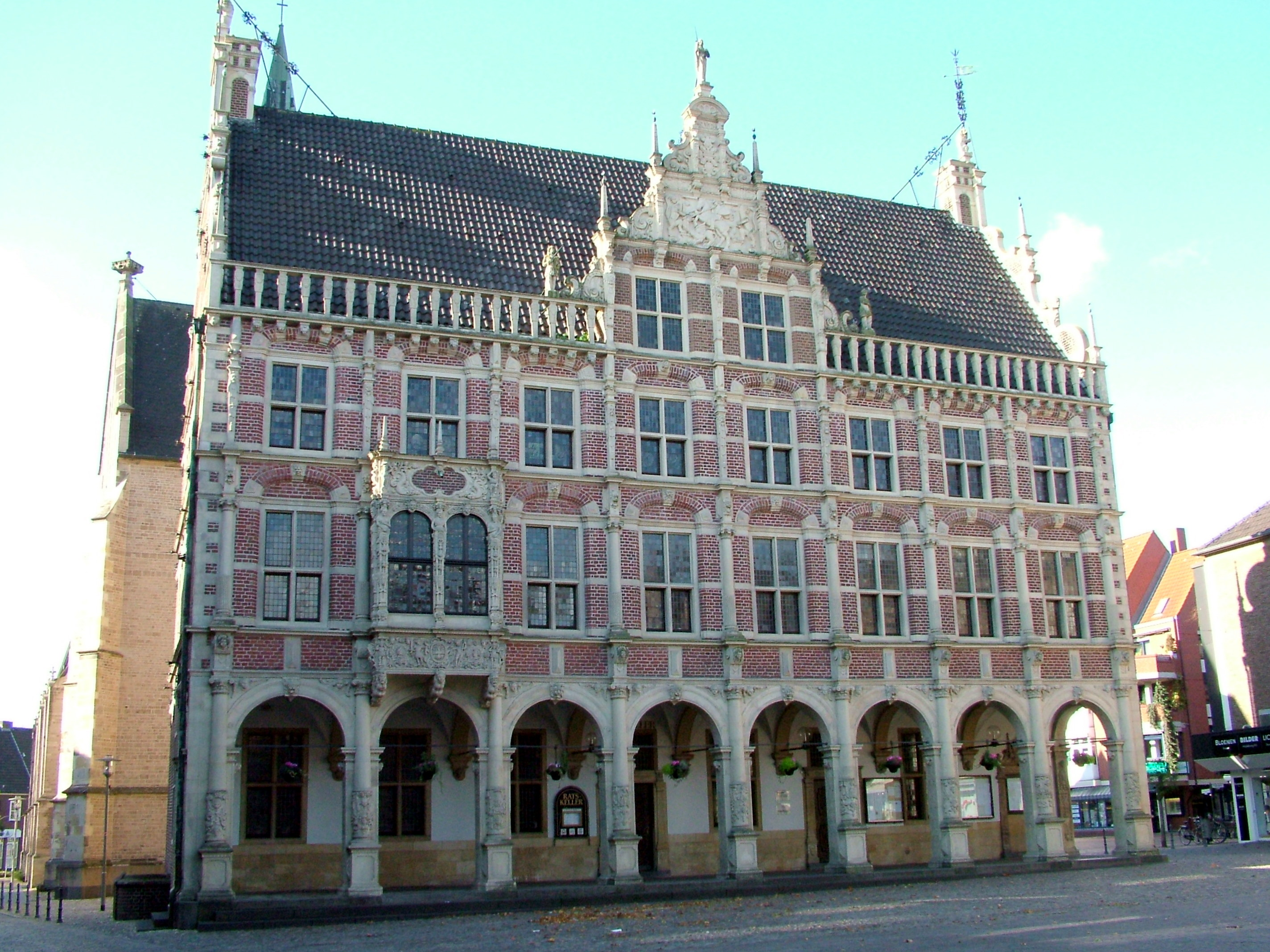
Das Bocholter Rathaus
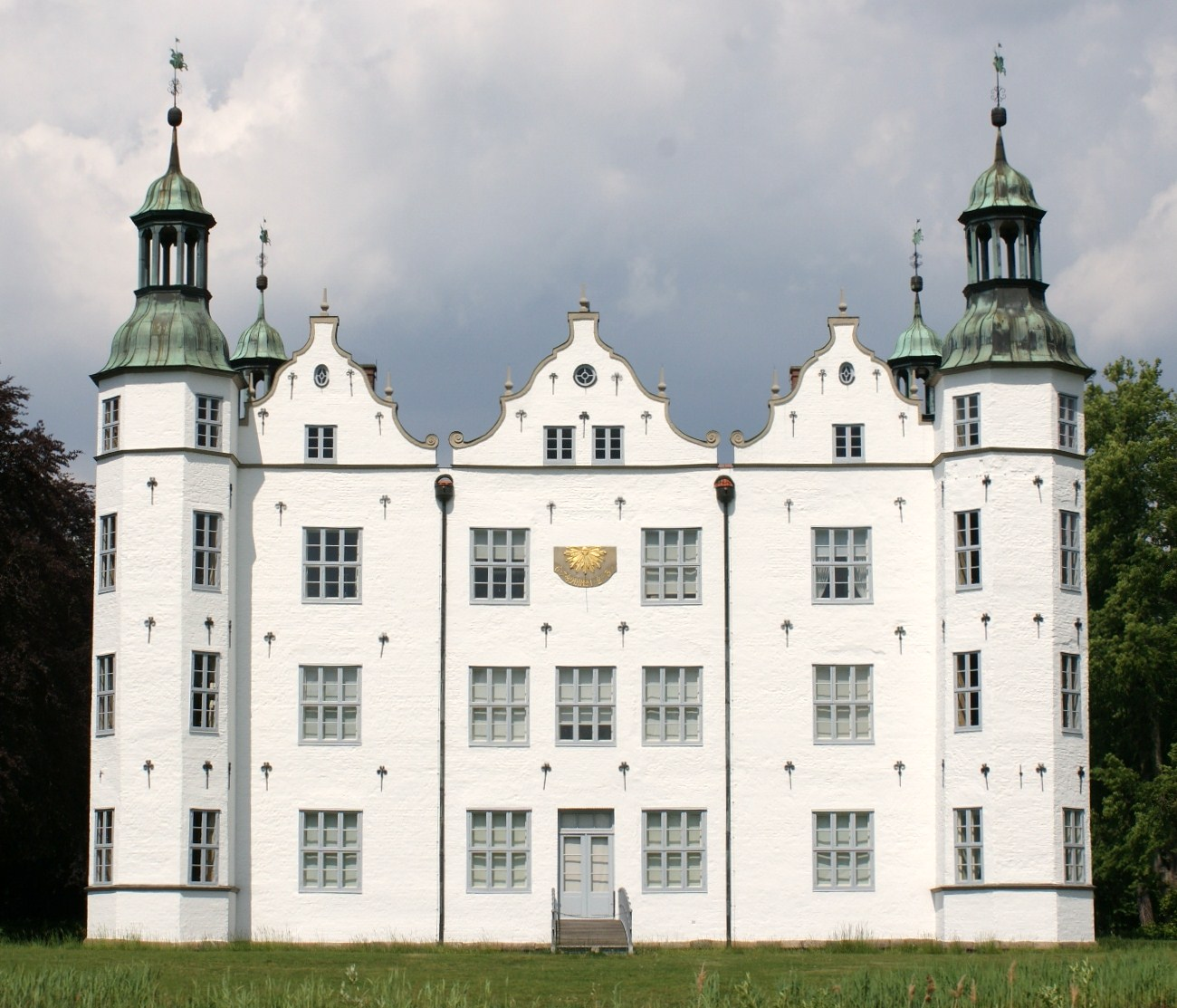
Schloss Ahrensburg bei Hamburg
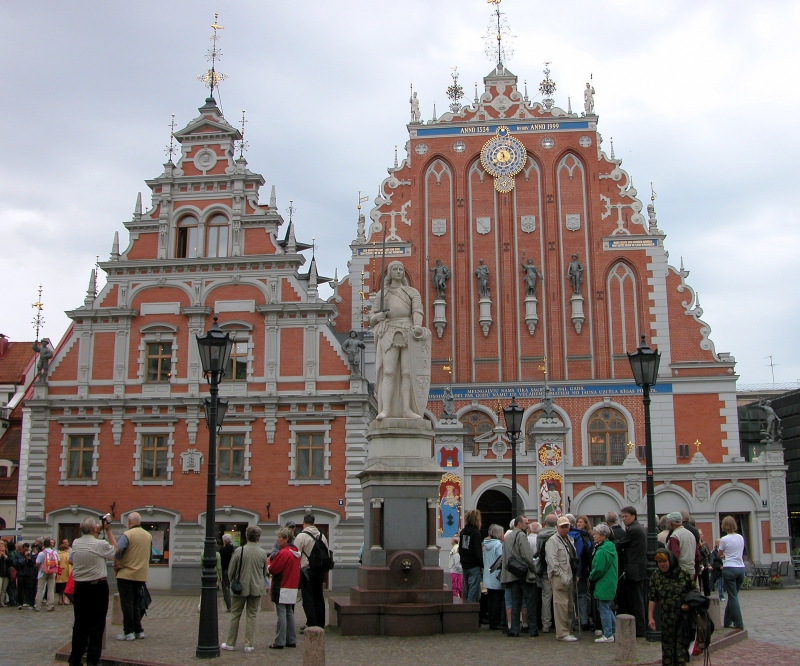
Das Schwarzhäupterhaus in Riga
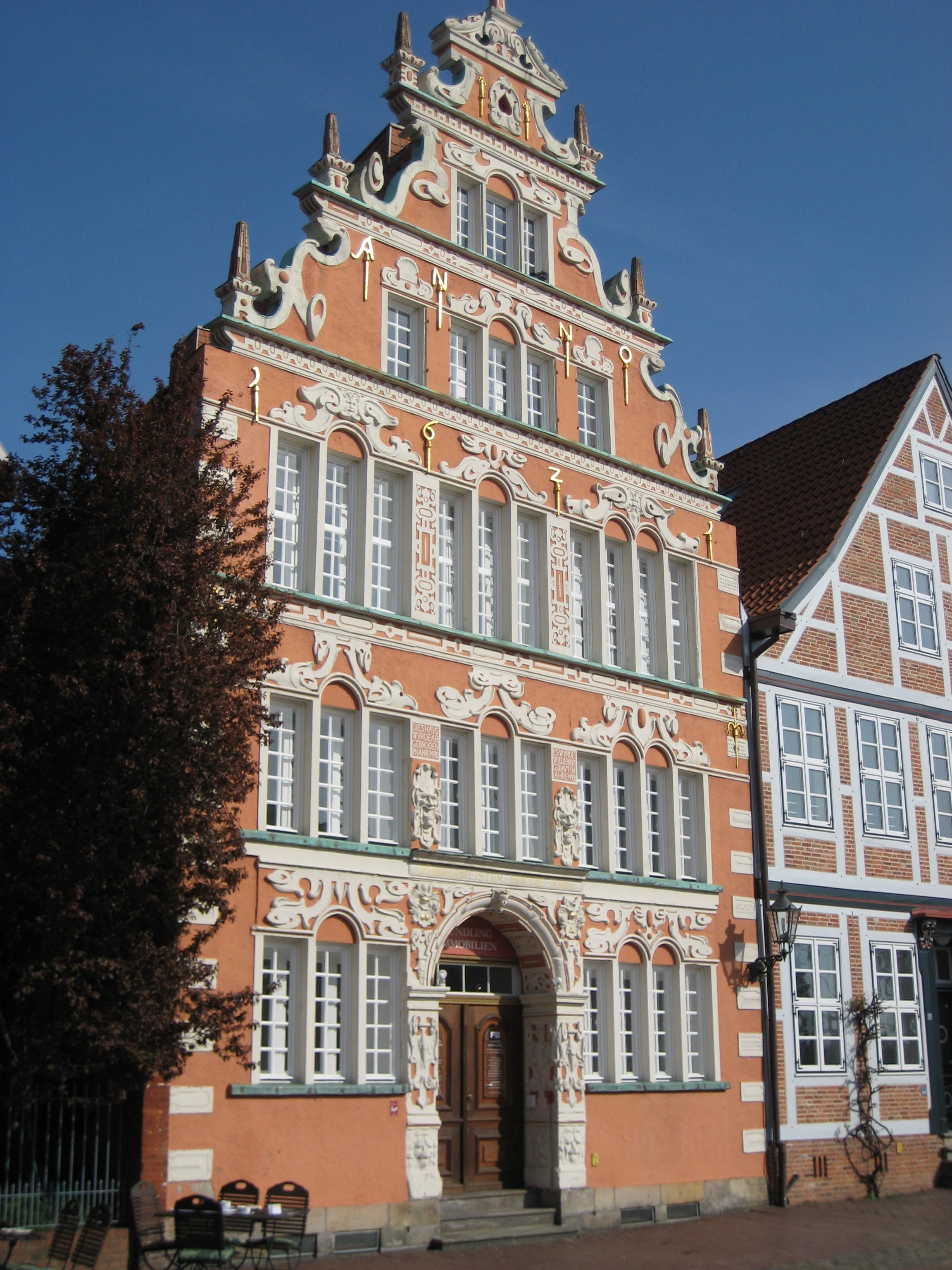
Bürgerhaus in Stade
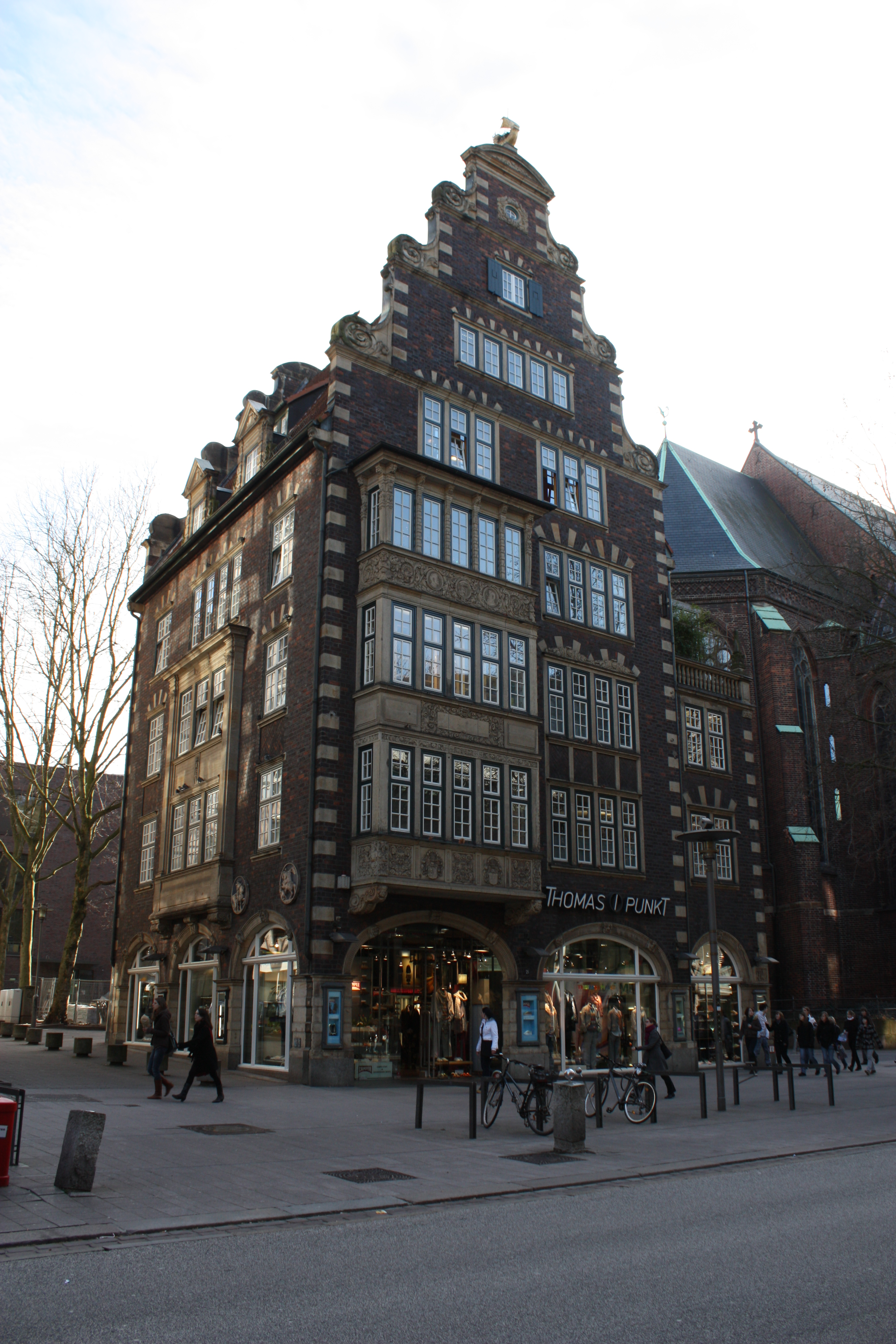
Hulbe-Haus in Hamburg

## Die Niederländische Renaissance in der Malerei
Der Begriff der Niederländischen Renaissance findet nicht nur in der Baukunst, sondern auch in der Malerei Anwendung. Die Niederlande waren damals eines der europäischen Wirtschaftszentren und die reiche Oberschicht förderte zahlreiche Künstler. Die altniederländische Malerei nahm eine in Europa vorherrschende Stellung ein und erstmals wurden im größeren Maßstab auch Alltagsmotive und Stillleben angefertigt, während bis dahin religiöse Motive dominierten. Zu den bekanntesten Künstlern der Zeit gehörten unter anderem die Mitglieder der Familie Brueghel oder Jan van Eyck. Die niederländische Renaissancemalerei leitete direkt über in das sogenannte Goldene Zeitalter.